# リュドミラ・ネリディナ
リュドミラ・ネリディナ（ロシア語: Людмила Нелидина, ラテン文字転写: Ludmila Nelidina, 1984年12月7日 - ）は、ロシアモスクワ出身の女性フィギュアスケート選手。2001年JGPファイナル2位。

## 経歴
ロシアのモスクワに生まれ、1歳のころからスケートをはじめたという。1998-1999年シーズンまではロシアに所属していたが、1999-2000年シーズンよりアゼルバイジャンに移籍しアゼルバイジャン代表としてISUジュニアグランプリに出場したが、わずか1シーズンで再びロシアへ戻った。2001-2002年シーズンからロシア代表としてISUジュニアグランプリに参戦し、JGPトラパネーゼ杯では優勝を飾った。初出場となったJGPファイナルでは日本の安藤美姫に次ぐ2位となる。
2002-2003年シーズンより、シニアに昇格しISUグランプリシリーズに参戦した。2002年スケートアメリカではフリースケーティングで、日本の中野友加里とともに10年ぶりにトリプルアクセルを成功させ注目を集める。ロシア選手権では4位となったものの、イリーナ・スルツカヤの出場辞退により繰り上がりで2003年世界選手権代表に選出された。その世界選手権では13位に終わる。
2003-2004年シーズン、ロシア杯に出場したものの10位。同シーズンをもって引退。

## 主な戦績
| 大会/年            | 1999-00 | 2000-01 | 2001-02 | 2002-03 | 2003-04 |
| ------------------ | ------- | ------- | ------- | ------- | ------- |
| 世界選手権         |         |         |         | 13      |         |
| ロシア選手権       |         | 5       | 6       | 4       |         |
| GPスケートアメリカ |         |         |         | 5       |         |
| GPロシア杯         |         |         |         | 6       | 10      |
| フィンランディア杯 |         |         | 5       |         |         |
| ネーベルホルン杯   |         |         | 1       | 3       |         |
| JGPファイナル      |         |         | 2       |         |         |
| JGPトラパネーゼ杯  |         |         | 1       |         |         |
| JGPハーグ          |         |         | 3       |         |         |
| JGPチェコスケート  | 4       |         |         |         |         |